# Moronobea coccinea
Manil montagne
Espèce
Moronobea coccinea, appelé manil montagne en Guyane, est une espèce de plantes à fleurs de la famille des Clusiaceae.
C'est un arbre commun en forêt primaire mais ne présente pas des densités élevées ; elle peut atteindre 30 m de haut et 50 cm de diamètre. Les feuilles sont oblongues-lancéolées de 5 à 9 cm de long par 2 à 3 cm de large avec un acumen de 0,5-1 cm.
Son fruit est une drupe de 4 à 5 cm dispersée par les rongeurs.